# Eck en Wiel
Eck en Wiel is een dorp in de gemeente Buren, in de Nederlandse provincie Gelderland. Eck en Wiel bestaat uit de voormalige dorpen Eck en Wiel. Eck bestaat al sinds 1288, Wiel ontstond later pas. Het dorp Eck en Wiel behoorde van 1811–1998 tot de gemeente Maurik in de Neder-Betuwe. Sinds 1999 maakt het deel uit van de gemeente Buren. In totaal had Eck en Wiel in 2023 1.625 inwoners (inclusief de verspreide huizen eromheen).

## Eck
De naam Eck komt van het Oudnederlandse woord eki en/of het Oudnoordse woord ekja, dat wagenspoor betekent. Dat kan dan een verwijzing zijn naar een oude doorgaande route over de oeverwallen langs de Rijn. De oudste vermelding dateert uit 953, als koning Otto I het goed van graaf Hatto in Eck schenkt aan de Maartenskerk van Utrecht. In 1282 is er sprake van en Bartholomeus de Ecke die getrouwd was met een dochter van de heer van Maurik. Deze dochter zou Eck als bruidsschat hebben ingebracht. In 1288 werd Eck tot heerlijkheid verheven door graaf Reinald I.
Heer Barthold III van Eck werd gevangen genomen door de aanhangers van graaf Eduard van Gelre tijdens een veldslag bij Tiel. De Bronckhorsten maakten in 1363 van de gelegenheid gebruik om de kerk en het kasteel van Eck te verwoesten. Barthold wist zich vrij te kopen, maar moest vanwege geldgebrek zijn heerlijkheid verkopen aan zijn neef Gerard van Culemborg.

## Wiel
Wiel is een buurtschap boven Eck, dat daarmee samen het dorp Eck en Wiel vormt. Het woord wiel zou kunnen duiden op een oude dijkdoorbraak, waardoor vaak een diepe plas ontstond. Het dorp ligt dan ook aan de Nederrijn, die tevens de grens is met de provincie Utrecht. De rivier kan worden overgestoken met een veerpont. Aan de overzijde van de rivier ligt Amerongen.
De naam Wiel komt in 1347 voor het eerst voor: het wordt dan door graaf Reinald III in leen uitgegeven aan Jan van Culemborg. Omdat Wiel aan de Lek was gelegen en een veer bezat, was het aanvankelijk belangrijker dan Eck.
De heren van Culemborg mochten slechts de lage rechtspraak uitoefenen in Wiel, maar probeerden in de praktijk ook de hogere rechtspraak - die bij de hertog van Gelre lag - uit te voeren. In 1651 werd opnieuw vastgesteld dat de Culemborgse graaf alleen de lagere rechtspraak mocht uitoefenen. In 1668 verkocht de graaf de heerlijkheid Wiel aan Wilt en Diederik van Broeckhuysen, maar het graafschap Culemborg bleef wel rechten in Wiel behouden. In de 19e eeuw kwam Wiel in bezit van het geslacht Van Aldenburg-Bentinck.

## Beschrijving
De bevolking van het dorp is bovengemiddeld vergrijsd en de plaats biedt niet veel werkgelegenheid; naast enige lokale middenstand gaat het om enkele tuinders, een groot transportbedrijf, fruittelers en enkele campings. Veel inwoners werken dan ook in grotere plaatsen in de omgeving.
Via buurtschap De Ganzert loopt de verspreide bebouwing over in die van het oostelijker gelegen dorp Ingen.
In het dorp staat de 14e-eeuwse Sint-Annakerk.
Het buurdorp Maurik heeft iets meer voorzieningen.

## Bus
De volgende buslijn rijdt door het dorp:
- Lijn 44: Tiel - Wageningen

## Fotogalerij

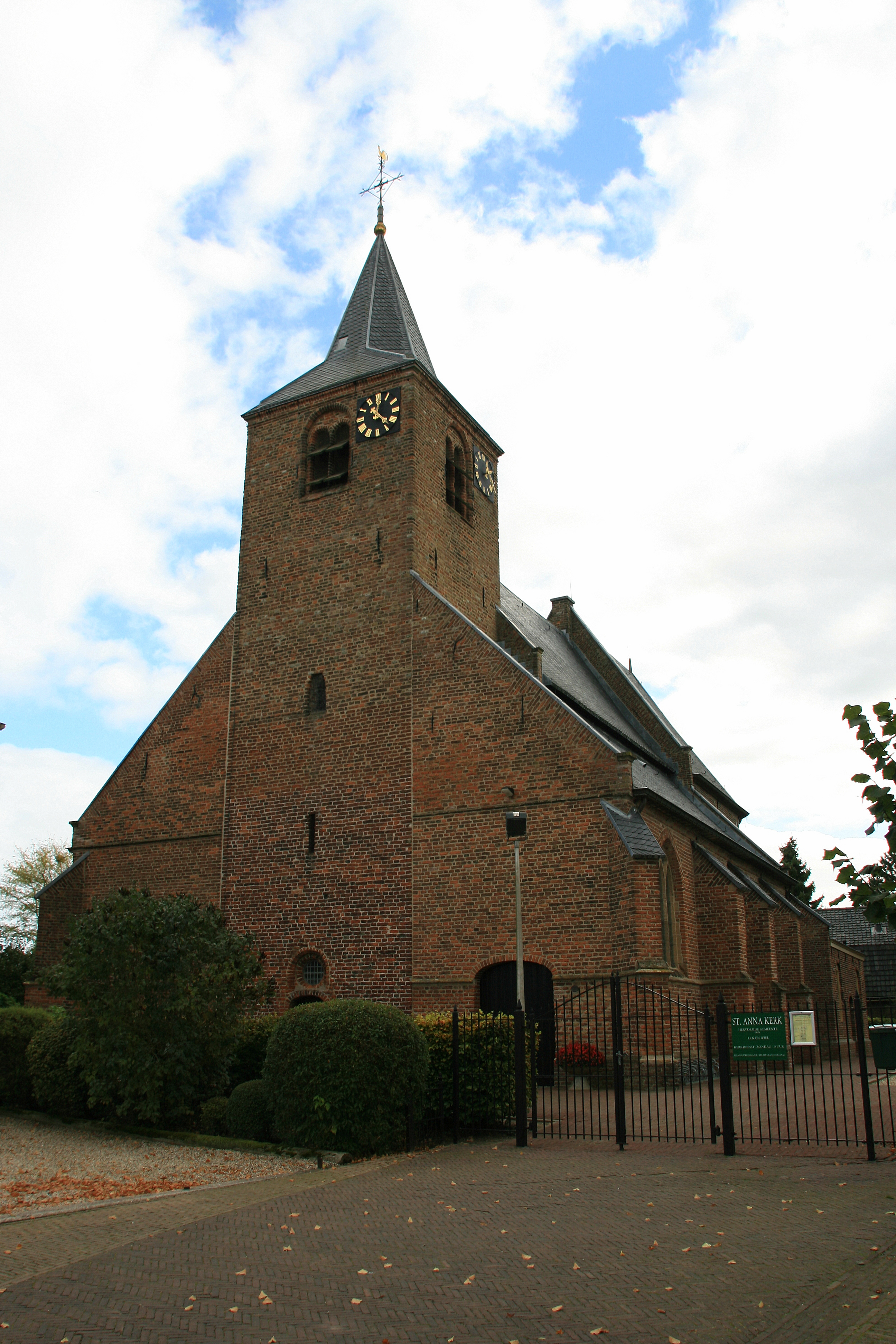
Hervormde kerk
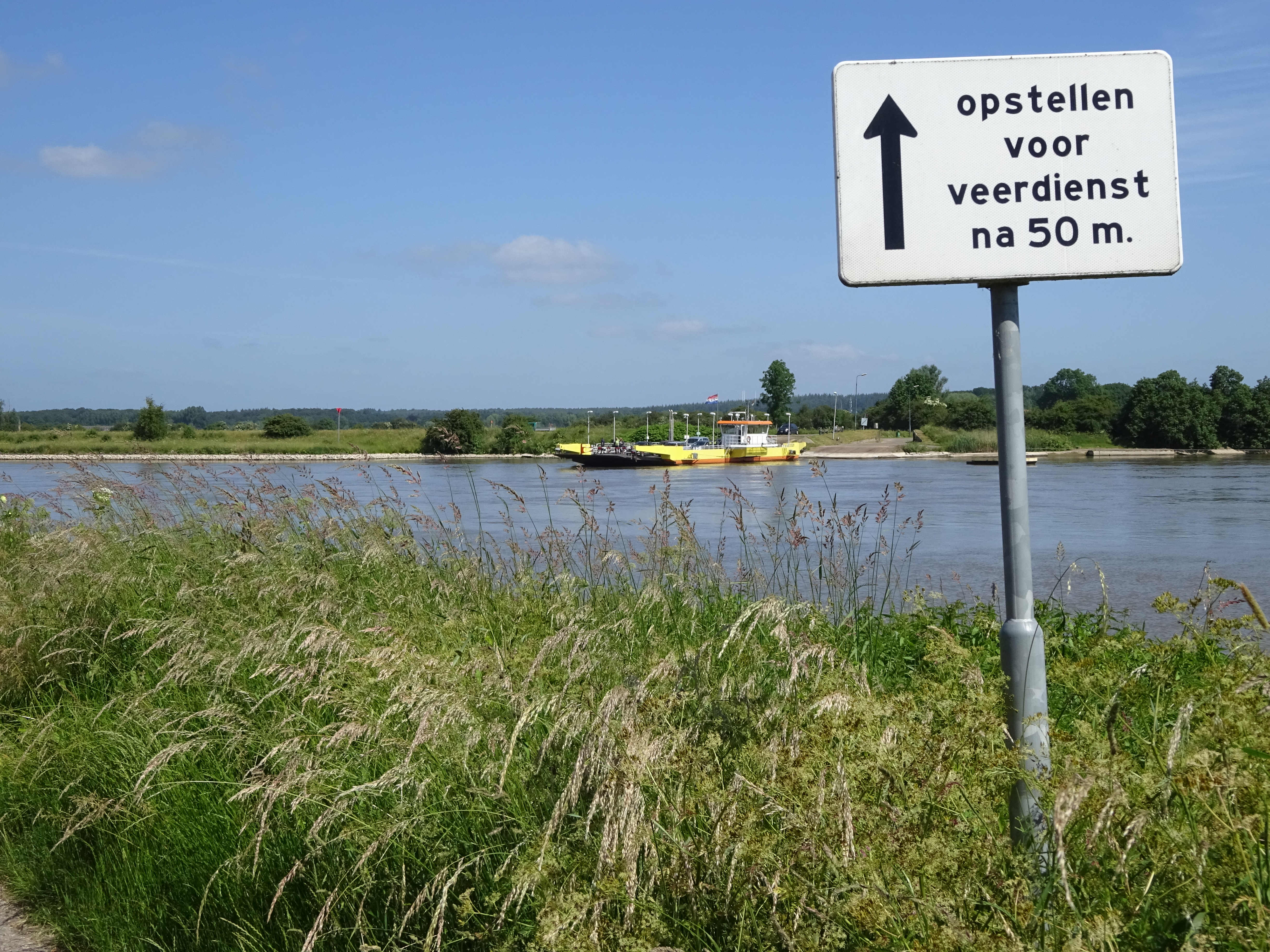
Veer naar Amerongen

Hoofdplaats: Maurik

Stad: Buren

Dorpen: Asch · Beusichem · Buurmalsen (deels) · Eck en Wiel · Erichem · Ingen · Kapel-Avezaath (deels) · Kerk-Avezaath (deels) · Lienden · Ommeren · Ravenswaaij · Rijswijk · Zoelen · Zoelmond

Buurtschappen: Aalst · Bontemorgen · De Bosjes · Essebroek · Ganzert · De Heuvel · Hoog Kana · Hoogmeien · Klinkenberg · Leutes · Luchtenburg · Lutterveld · De Mars · Meerten · Meertenwei · Ommerenveld · Twee Sluizen · Zandberg · Zevenmorgen · Zwarte Paard

Gelderland: Steden en dorpen in Gelderland      Nederland: Provincies · Gemeenten